# Diplocoelus rudis
Diplocoelus rudis é uma espécie de escaravelho de pele falsa da família Biphyllidae. É encontrado na América do Norte.